# Helen Quinn
Helen Rhoda Quinn (19 de maig de 1943, Melbourne) és una física teòrica nascuda a Austràlia. Les seves contribucions de recerca d'una teoria unificada dels tres tipus d'interaccions de partícules elementals han estat molt rellevants i reconegudes amb diversos premis. Fou presidenta de la Societat Americana de Física.

## Biografia
Quinn va anar a l'escola a Victòria (Austràlia) i a la Universitat de Melbourne abans de traslladar-se a la Universitat Stanford (EUA), on va rebre el doctorat en Ciències Físiques el 1967, en una època en què menys del 2% dels físics eren dones. Feu una estada postdoctoral al laboratori DESY d'Hamburg, Alemanya. Després va passar set anys a la Universitat Harvard abans de retornar a Stanford, on és ara catedràtica de físiques al laboratori Stanford Linear Accelerator Collider (SLAC)

## Carrera científica
Treballant amb Howard Georgi i Steven Weinberg, Quinn va mostrar com els tres tipus d'interaccions fonamentals (forta, electromagnètica, i feble), esdevenen molt similars als processos d'energia extremadament alta, indicant que poden ser tres aspectes d'una sola força unificada. Helen Quinn també va suggerir una possible nova simetria de l'univers (coneguda com a simetria Peccei–Quinn) per a explicar el fet que la interacció forta no viola la simetria CP (la simetria entre matèria i antimatèria) mentre que les interaccions febles ho fan. Una conseqüència d'aquesta teoria és l'existència d'una nova partícula, coneguda com l'axió, mai observada encara però que és candidata per a explicar la matèria fosca a l'univers.
Helen Quinn va mostrar (amb Enrico Poggio i Steven Weinberg) com la teoria dels quarks pot ser emprada per a predir certs aspectes de la física d'hadrons (les partícules fetes de quarks) independentment dels detalls de l'estructura de l'hadró. Aquesta propietat útil és coneguda com a dualitat quark-hadró.
Durant la seva carrera de física ha passat pels següents centres i posicions:
- 1967-70 Fellow postdoctoral, DESY, Hamburg, Alemanya
- 1971-72 Fellow postdoctoral, Universitat Harvard
- 1972-76 Professora ajudant, Universitat Harvard
- 1976-77 Professora associada, Universitat Harvard
- 1977-78 Professora associada visitant, Universitat Stanford
- 1978-79 Fellow sènior postdoctoral, SLAC, Universitat Stanford
- 1979 - Investigadora permanent, SLAC, Universitat Stanford
- 1988 - Directora d'Educació i Divulgació, SLAC, Stanford

Quinn ha estat fortament implicada en el món de l'educació. A Califòrnia, treballa amb mestres d'educació primària i secundària per motivar els estudis de física. Presideix el Board on Science Education del Consell de Recerca Nacional als EUA. Va presidir el comitè d'estudi del NRC que va desenvolupar els estàndards multi-estatals per a l'educació científica, lliurats el 2013.

## Honors i Premis
- 2017: Atorgada el 2018 la Medalla Benjamin Franklin en Física del Franklin Institute, "per les seves contribucions pioneres en la recerca a llarg termini d'una teoria unificada dels forts, febles, i interaccions electromagnètiques de partícules fonamentals."[8]
- 2017: Va ser seleccionada per impartir la conferència anual de Dirac a la Universitat de Cambridge, patrocinada conjuntament per St John's College i el Departament de Matemàtica Aplicada i Física Teòrica de la Universitat de Cambridge. El seu tema: "Antimatèria: la increïble predicció de Dirac i les seves conseqüències". Va ser la primera dona científica a ser seleccionada des que la sèrie de conferències es va iniciar el 1986.[9][10]
- 2016: Medalla Karl Taylor Compton per al Lideratge en Física de l'American Institute of Physics pel seu lideratge en la promoció de l'educació i divulgació K-12, inclòs el desenvolupament de normes i enfocaments per a l'educació científica que han tingut una enorme influència a nivell local, estatal, nacional i internacional, i per les seves àmplies i profundes aportacions a l'avanç de la física teòrica de partícules."[11][12]
- 2016: Membre de la Societat Filosòfica Americana.[13]
- 2013: Premi J. J. Sakurai per a la Física Teòrica de Partícules de l'American Physical Society (amb Roberto Peccei): "Per la seva proposta del mecanisme elegant per resoldre el famós problema de la violació de CP forta que, al seu torn, va provocar la invenció dels axions, un tema d'intensa investigació experimental i teòrica durant més de tres dècades."[14]
- 2008: Medalla Oscar Klein de l'Acadèmia Reial Sueca de Ciències.[15] Va ser la primera dona a rebre aquest premi.
- 2005: nomenada oficial honorària de l'Ordre d'Austràlia, "pel servei a la investigació científica en el camp de la física teòrica i l'educació" (el premi va ser honorari perquè Helen Quinn ja no era ciutadana australiana)[16][17][18]
- 2004: Presidenta de l'American Physical Society.[19]
- 2003: Membre de l'Acadèmia Nacional de Ciències dels Estats Units[20]
- 2002: Llicenciatura honorífica, doctora en Ciències, Honoris causa, de la Universitat de Notre Dame[21]
- 2000: Medalla Dirac del Centre Internacional de Física Teòrica, Trieste, Itàlia (amb Howard Georgi i Jogesh Pati)] "per les seves contribucions pioneres en la recerca d'una teoria unificada de quarks i leptons i de les interaccions fortes, febles i electromagnètiques".[22][23][24] Va ser la primera dona a rebre aquest premi.
- 1998: Membre de l'Acadèmia Americana de les Arts i les Ciències.[25]
- 1984: Membre de l'American Physical Society, "Per les contribucions a les teories de les partícules elementals bàsiques, inclòs el treball influent sobre la renormalització en grans teories unificades i estudis de violació del CP que van conduir a la idea de l'axió."[26]